# انووکا (نبراسکا)
انووکا(به انگلیسی: Anoka) شهری در ایالت نبراسکا کشور ایالات متحده آمریکا است که جمعیت آن در سرشماری سال ۲۰۱۰ میلادی، ۶ نفر بوده‌است.